# Przekładaniec (film 1968)
Przekładaniec – polska krótkometrażowa komedia fantastycznonaukowa  z 1968 roku w reżyserii Andrzeja Wajdy na podstawie scenariusza Stanisława Lema, pierwsza z dwóch filmowych ekranizacji scenariusza tegoż pod nazwą Czy pan istnieje, Mr Johns?

## Fabuła
Akcja filmu rozgrywa się około 2000 roku. Odnoszący sukcesy kierowca rajdowy Richard Fox ciągle ulega groźnym wypadkom. Może jednak nadal uprawiać sport dzięki genialnemu doktorowi Burtonowi, który przeszczepia Foksowi na miejsce uszkodzonych części ciała narządy od ofiar jego własnych karamboli. Sprawę komplikuje fakt, że Fox zdaje się przejmować cząstki osobowości od dawców, wśród których jest zarówno kobieta, jak i pies. Prawnie rzecz wikła się jeszcze bardziej, gdy wskutek pecha, rajdowca nie stać na zapłatę rachunków medycznych oraz gdy po jednym z wypadków dawcą zostaje jego własny brat, który był jego pilotem. Pojawia się także kwestia wypłaty ubezpieczenia. Ubezpieczyciel chce wypłacić tylko 30 procent całej sumy, uzasadniając decyzję tym, że pochowano jedynie część zmarłego, a reszta jego narządów żyje i funkcjonuje w ciele jego brata. Wdowa po bracie mówi: Jeśli to Richard, to niech odda pieniądze z ubezpieczenia, a jeśli to mój mąż, niech wraca do domu. Wdowa ginie w kolejnym wypadku.
Akcja filmu toczy się wokół pytania, ile jeszcze jest Richarda Foxa w Richardzie Foxie oraz jaka jest jego właściwa osobowość prawna. W zakończeniu w ciele złożonym z różnych przeszczepów z Richarda pozostaje tylko twarz, mózg przeszczepiony został od jego nowego pilota, który także zginął.

## Obsada
Źródło: Filmpolski.pl
- Bogumił Kobiela – Richard Fox, kierowca rajdowy
- Ryszard Filipski – mecenas Harvey, adwokat
- Marek Kobiela – Tomasz Fox, brat Richarda, pilot rajdowy
- Anna Prucnal – żona Tomasza, bratowa Foksa
- Jerzy Zelnik – doktor Burton
- Piotr Wysocki – doktor Benglow, psychoanalityk Foksa
- Tadeusz Pluciński – pastor
- Gerard Wilk – rzecznik towarzystwa ubezpieczeniowego
- Witold Dederko – handlarz narządami przy szpitalu
- Wojciech Rajewski – człowiek z psem
- zespół Niebiesko-Czarni

### Dubbing
W filmie głos podkładali inni polscy aktorzy:
- Barbara Krafftówna (pastor o żeńskim głosie)
- Jan Machulski (doktor Benglow, psychoanalityk Foksa; rola Piotra Wysockiego; nie występuje w czołówce)
- Daniel Olbrychski (rzecznik prawny towarzystwa ubezpieczeniowego; rola Gerarda Wilka; nie występuje w czołówce)

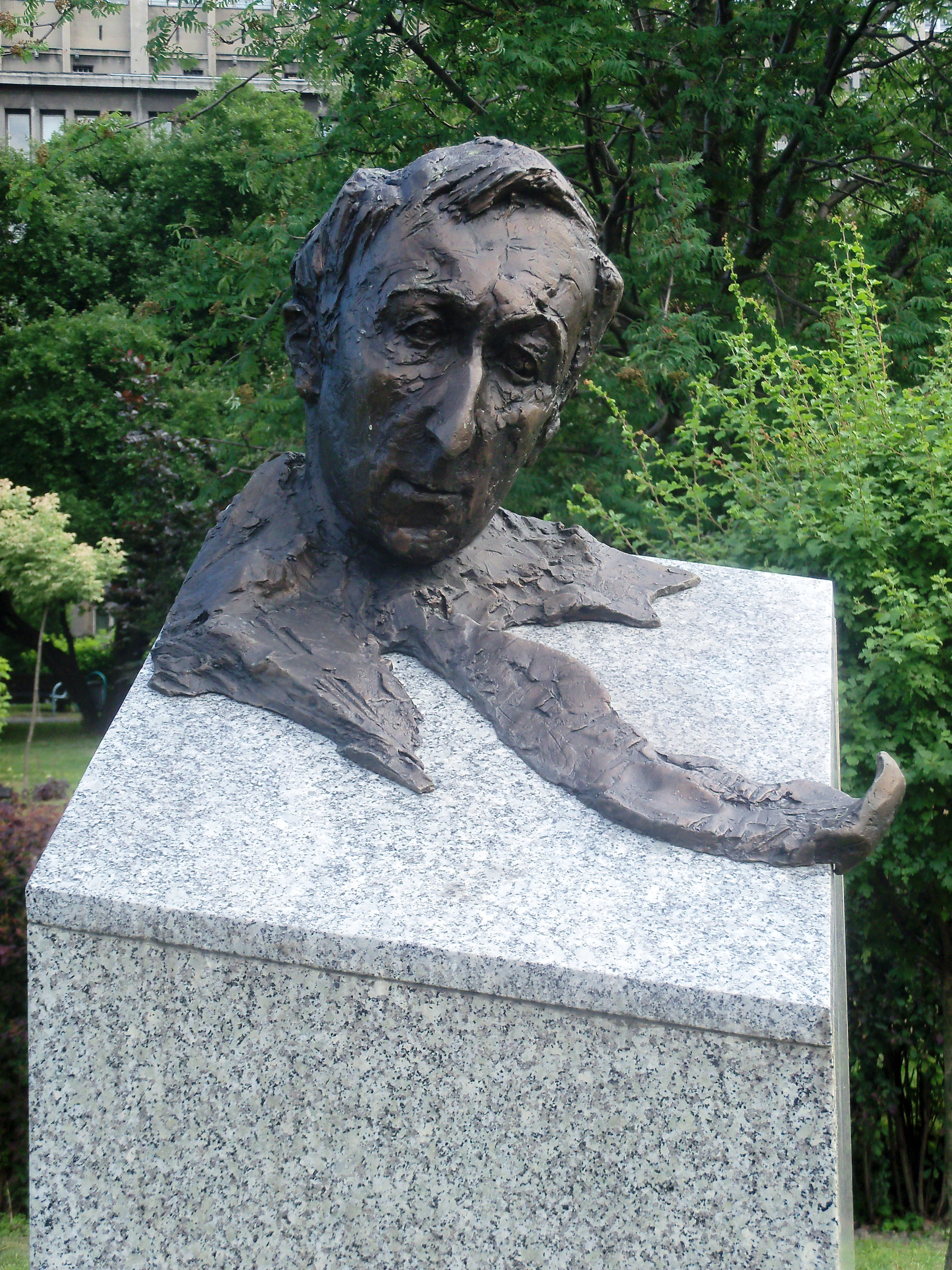
Bogumił Kobiela (popiersie w Galerii Artystycznej w Katowicach)
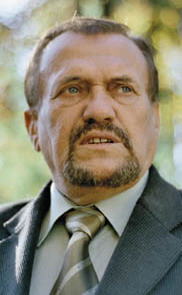
Ryszard Filipski
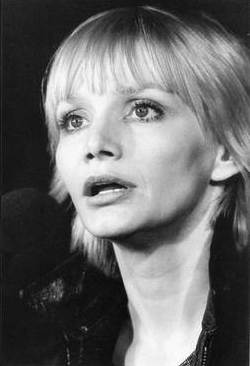
Anna Prucnal
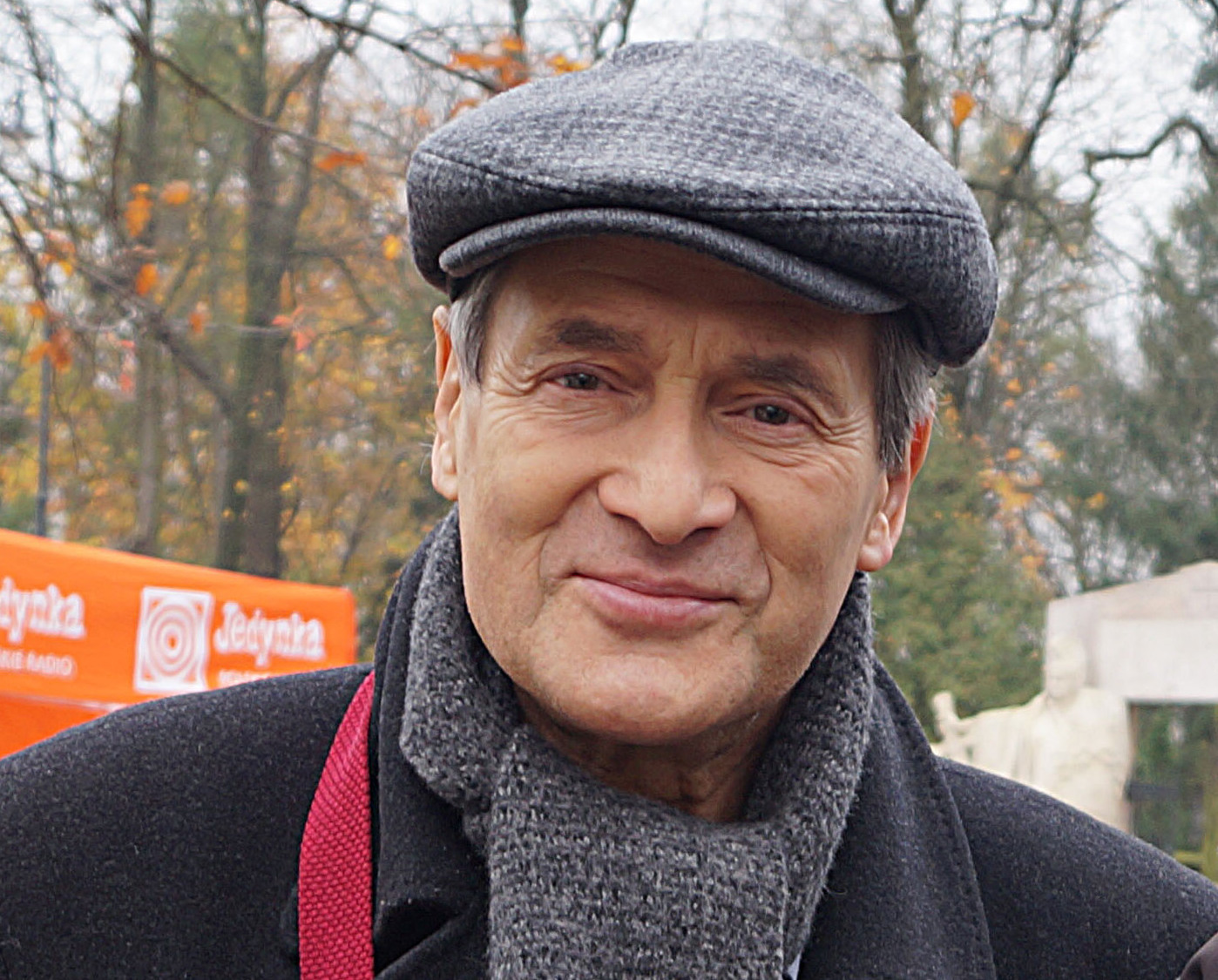
Jerzy Zelnik (2017)

## Produkcja

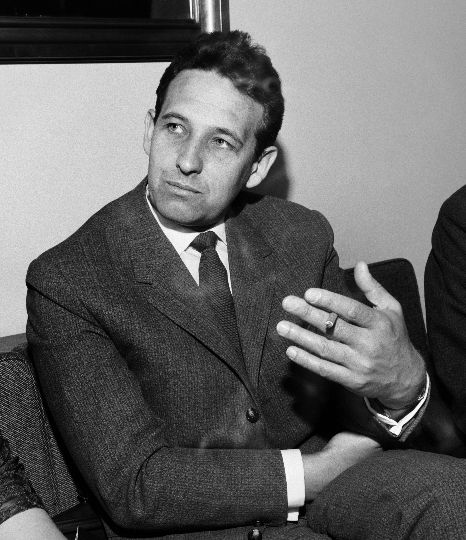
Andrzej Wajda, reżyser filmu

Przekładaniec powstał w Zespole Realizatorów Filmowych „Kamera” pod kierownictwem artystycznym Jerzego Bossaka. Reżyserem filmu był Andrzej Wajda. Futurystyczne kostiumy, inspirowane modą zachodnią, zaprojektowała Barbara Hoff. Umowną, stylizowaną na konstruktywizm scenografię wykonała Teresa Barska. Muzyka ilustracyjna była zaś dziełem Andrzeja Markowskiego, który wcześniej współpracował z reżyserem przy Pokoleniu i Popiołach. Muzyka Markowskiego miesza ze sobą styl jazzowy i dźwięki elektroniczne typowe dla wczesnej filmowej fantastyki naukowej. Dynamiczne zdjęcia do filmu zrealizował Wiesław Zdort. W głównej roli Richarda Foxa wystąpił Bogumił Kobiela, który wcześniej współpracował z Wajdą przy Popiele i diamencie oraz filmie Wszystko na sprzedaż. Brata Richarda ucieleśniał brat Bogumiła, Marek. Niedługo po realizacji Przekładańca Bogumił Kobiela zginął w wypadku samochodowym.

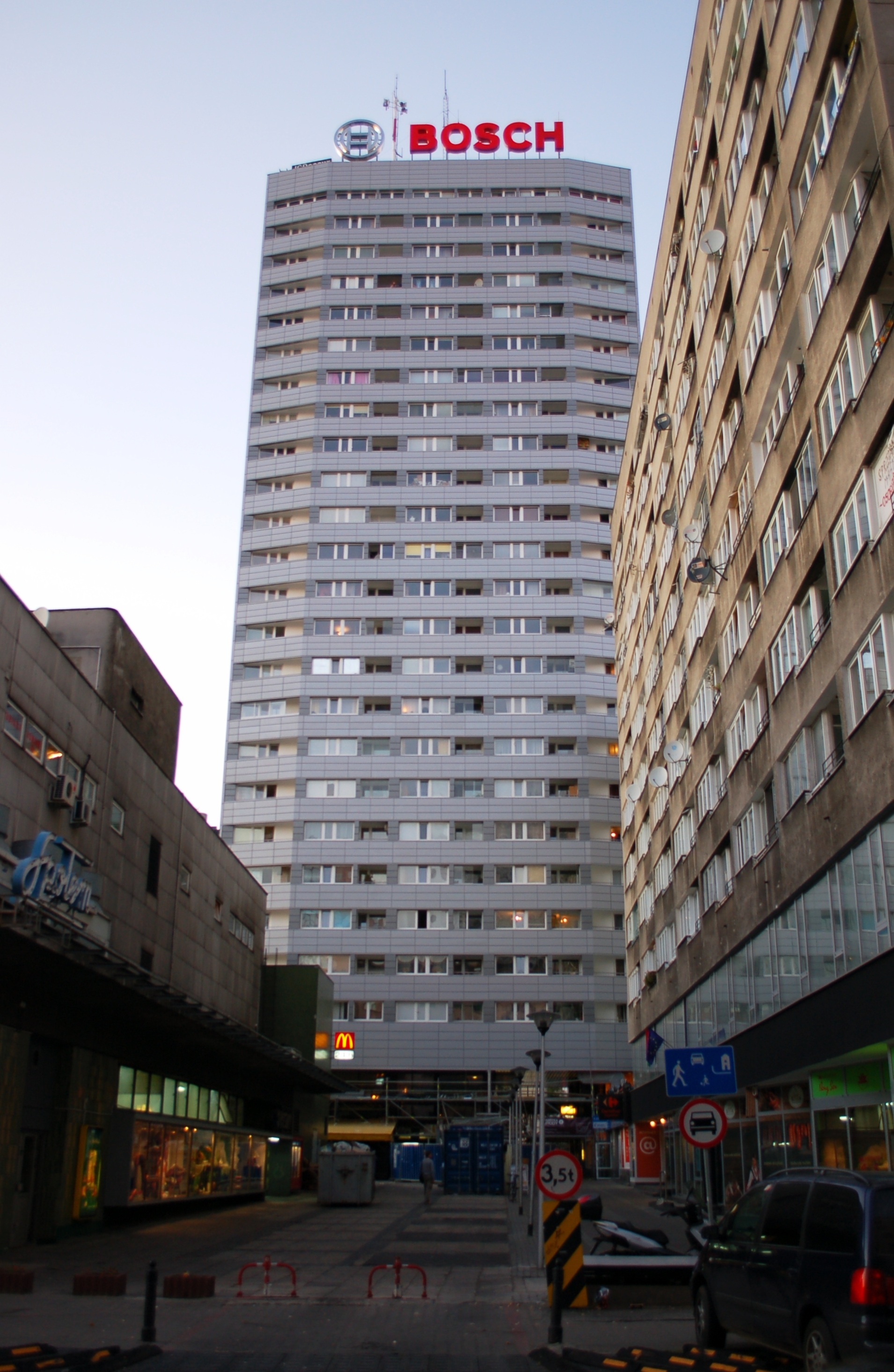
Ściana Wschodnia w Warszawie, gdzie zrealizowano część zdjęć do filmu

Okres zdjęciowy Przekładańca trwał od 24 maja do 21 czerwca 1968 roku, a zdjęcia kręcono w Warszawie i Chicago. 17 sierpnia 1968 roku na kanale Telewizji Polskiej odbyła się telewizyjna premiera filmu. Wajda później żałował, że nie uczynił ze scenariusza Lema pełnometrażowego filmu kinowego.

## Odbiór
Film ten, jako jedna z niewielu adaptacji dzieł Lema, spotkał się z pozytywną recenzją samego pisarza, na co wpływ miał zapewne jego własny udział w pisaniu scenariusza. W sierpniu 1968 w liście do reżysera Andrzeja Wajdy Lem m.in. chwalił scenografię, grę aktorską i jedynie wyrażał wątpliwość, czy szybkie tempo nie utrudni odbioru dzieła przeciętnemu widzowi, ale dodał, że nie może tego osądzać, bo znał scenariusz.
Janina Falkowska, analizując Przekładańca po latach, pisała, iż „Wajda nie wnika głębiej w moralne i społeczne konsekwencje transplantacji niż po to, by stworzyć lekki, zabawny i bardzo krótki (trzydzieści dziewięć minut) film”. Falkowska dopowiadała jednak, że Przekładaniec „świadczy o umiejętnościach reżysera w konstruowaniu przekonującej, a zarazem bardzo zabawnej historii”. Zdaniem Małgorzaty Bugaj Przekładaniec jest „wyjątkowym eksperymentem estetycznym i tematycznym: oddalony od typowych dla reżysera tematów politycznych i historycznych, ale wciąż obracający się wokół palących kwestii filozoficznych, ujawnia zakres i różnorodność jego twórczości”. Według Jerzego Koralewskiego z portalu Stopklatka ta „groteskowa wizja świata przyszłości, w którym transplantacje stały się niemal powszednie, została brawurowo wyreżyserowana i zagrana”.